# Голубянка идас
Голубя́нка идас (Plebejus idas) — вид дневных бабочек семейства Голубянки.

## Этимология названия
В древнегреческой мифологии Идас — аргонавт, участник Каледонской охоты.

## Описание

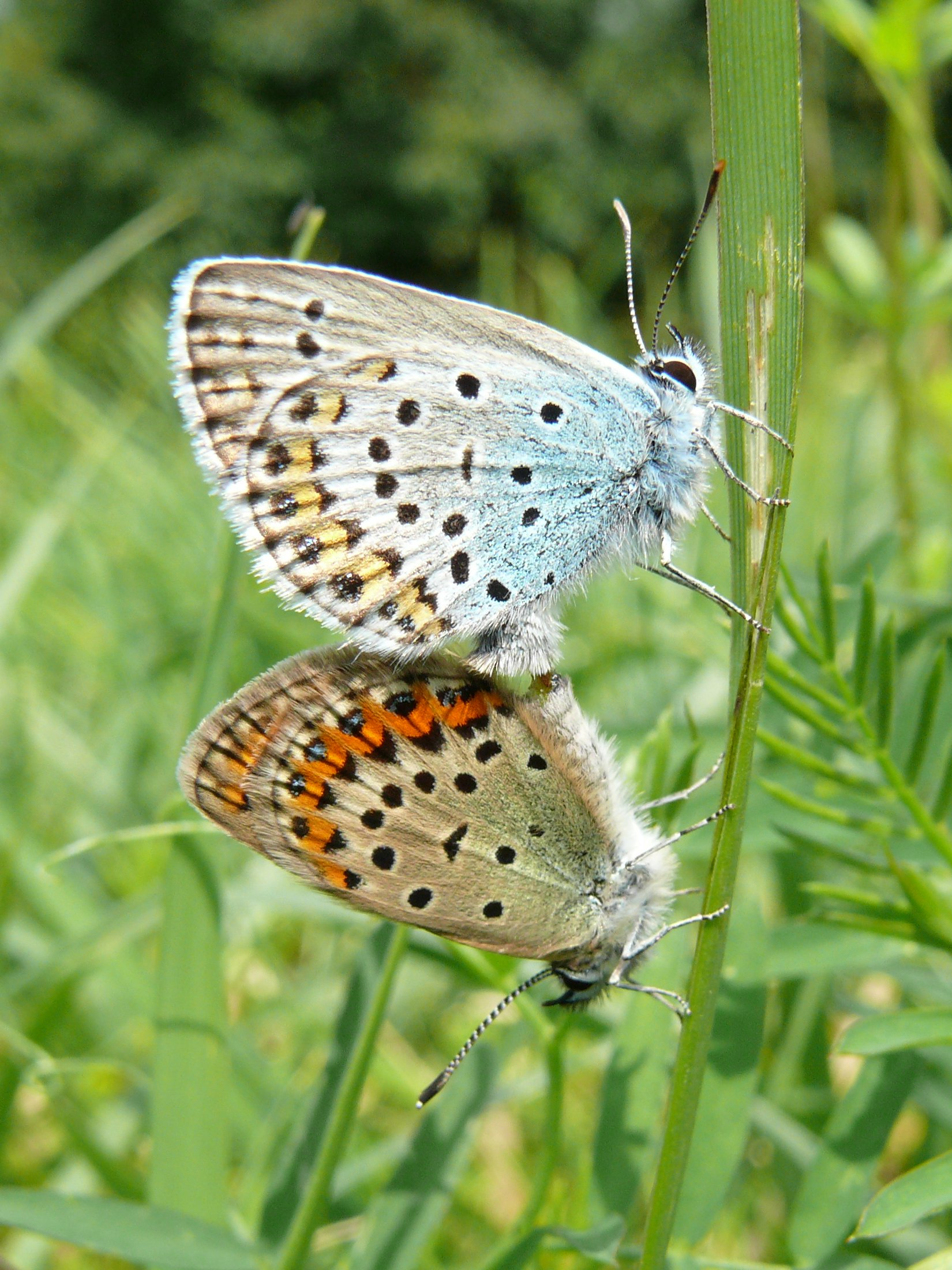
Нижняя сторона крыльев, сверху ♂, снизу ♀, Германия, Мюнхен

Длина передних крыльев 11—16 мм. Крылья самца сверху фиолетово-синие, с узким, около 1 мм шириной, чёрным краем, с выделяющимися тёмными жилками, с чёрными точками-пятнами у края задних крыльев. Крылья самки бурые, похожа на самку голубянки аргус, лишь оранжевые лунки около тёмных точек у внешнего края задних крыльев крупнее и их обычно меньше. Снизу крылья у самцов и самок палево-серые или беловатые, на внешнем крае задних крыльев тёмные пятнышки с внутренней стороны оранжевой полоски в форме перевёрнутой римской цифры V. На задних крыльях есть блестящие пятна. Вершина костального отростка вальвы без крупных зубчиков.
Типовая местность: Швеция.

## Распространение
Европа, Передняя Азия, горы Средней Азии, Казахстан, южная половина Урала, юг Западной Сибири, горы Южной Сибири, Якутия.
Обитает на лугах различных типов. На Алтае обычна по речным долинам, террасам и приречным склонам с лугово-степным разнотравьем до высоты 2000—2100 м над уровнем моря.

## Жизненный цикл
Яйца белые, округлые, морщинистые, с тёмной точкой на вершине.
Гусеница зелёная, в тонких бархатистых волосках, с тёмно-коричневой или красноватой в белом обрамлении полоской на спине. Около дыхалец имеются красно-коричневые штрихи, а на боках белые косые штрихи. Голова чёрная. Живёт на кормовых растениях рядом с гнёздами муравьёв: чёрный садовый муравей (Lasius niger), серый песчаный муравей (Formica cinerea) и бурый лесной муравей (Formica fusca). Кормовые растения гусениц — растения из семейства бобовые: астрагал, лядвенец, люцерна, клевер, горошек и другие растения.
Куколка формируется в гнёздах муравьёв. Сначала она зелёная, позже светло-коричневая с красно-коричневыми пятнами на голове и около сочленения сегментов.